# Sandgrubban
Sandgrubban är en sjö i Åre kommun i Jämtland och ingår i Indalsälvens huvudavrinningsområde. Sjön har en area på 0,0677 kvadratkilometer och ligger 824,3 meter över havet.

## Delavrinningsområde
Sandgrubban ingår i det delavrinningsområde (707886-137155) som SMHI kallar för Inloppet i Sandtjärnen. Medelhöjden är 689 meter över havet och ytan är 17,05 kvadratkilometer. Det finns inga avrinningsområden uppströms utan avrinningsområdet är högsta punkten. Vattendraget som avvattnar avrinningsområdet har biflödesordning 2, vilket innebär att vattnet flödar genom totalt 2 vattendrag innan det når havet efter 370 kilometer. Avrinningsområdet består mestadels av skog (43 procent) och kalfjäll (55 procent). Avrinningsområdet har 0,43 kvadratkilometer vattenytor vilket ger det en sjöprocent på 2,5 procent.